# Renate Jessel
Renate Jessel (* 16. September 1923 in Ludwigslust; † 5. April 2004 in Berlin) war eine deutsche Illustratorin und Malerin.

## Leben und Wirken
Renate Jessel wurde 1923 in Ludwigslust geboren. Nach dem Besuch der  Höheren Töchterschule sowie dem Absolvieren des Pflichtjahrs im Haushalt war sie bis 1943 als Telefonistin im Postamt Ludwigslust tätig und arbeitete 1943 bis 1945 als Schulhelferin in Wismar und in Alt Bukow. Von 1946 bis 1948 gehörte sie dem Atelier des Antifa-Künstlerbundes Ludwigslust an, erhielt 1950 eine staatliche Zulassung als Grafikerin und war in diesem Beruf von 1951 bis 1953 bei der HO Ludwigslust und bei der DEWAG Schwerin tätig. Im Jahr 1949 folgten Eheschließung und die Geburt der ersten Tochter Maria-Renate. 1950 kam die zweite Tochter Beatrice zur Welt. Die Ehe wurde 1954 geschieden.
Ab 1953 studierte Renate Jessel an der Hochschule für bildende und angewandte Kunst Berlin-Weißensee. Unter ihren Dozenten waren Werner Klemke, Bert Heller und Ernst Rudolf Vogenauer. Nach zwei Jahren wurde sie aus politischen Gründen exmatrikuliert. Von 1955 an wirkte sie als freischaffende Illustratorin in Berlin und gestaltete vorrangig Kinder- und Jugendbücher. Zwischen 1958 und 1986 verlegte allein der Kinderbuchverlag Berlin etwa 100 Titel mit Illustrationen von Renate Jessel. Weitere 30 Bände erschienen im Aufbau-Verlag, Verlag Neues Leben und im Buchverlag Der Morgen. Renate Jessel illustrierte Programmhefte für die Deutsche Staatsoper Berlin, das Deutsche Nationaltheater Weimar und für Das Magazin.
Ab Mitte der 1970er Jahre wendete sie sich der Malerei von Aquarellen und Ölbildern zu. Von 1952 bis 1956 war sie Mitglied des Verband Bildender Künstler Deutschlands (VBKD) sowie von 1964 bis 1987 Mitglied des Verband Bildender Künstler der DDR (VBK). Im Mai 1987 siedelte sie nach West-Berlin über.

## Buch-Illustrationen (Auswahl)
- Maria Edgeworth: Meine hochgeborene Herrschaft. Aufbau, Berlin 1957.
- Johann Peter Hebel: Schatzkästlein. Kinderbuchverlag, Berlin 1958.
- Lilo Hardel: Theater in der kleinen Stadt. Kinderbuchverlag, Berlin 1959.
- Walter Kaufmann: Ruf der Inseln. Volk und Welt, Berlin 1960.
- Otto Schneidereit: Operettenbuch: Die Welt der Operette. Die Operetten der Welt. Henschel, Berlin 1960.
- Adalbert Stifter: Katzensilber. Kinderbuchverlag, Berlin 1960.
- August Heinrich Hoffmann von Fallersleben: Liebe Sonne, scheine wieder. Kinderbuchverlag, Berlin 1961.
- Karl Kleinschmidt: Keine Angst vor guten Sitten: Ein Buch über die Art miteinander umzugehen. Verlag Das neue Berlin, Berlin 1961.
- Per Olof Ekström: Hochzeit ohne Zukunft. Verlag Neues Leben, Berlin 1962.
- Marianne Bruns: Zwischen Pflicht und Kür Kinderbuchverlag, Berlin 1962.
- Jurij Brězan: Eine Liebesgeschichte. Verlag Neues Leben, Berlin 1962.
- Charlotte Brontë: Die Waise von Lowood. Kinderbuchverlag, Berlin 1963.
- William Wilkie Collins: Der Mondstein. Verlag Neues Leben, Berlin 1963.
- Edith Klatt: Bunthaut und Hadaho. Kinderbuchverlag, Berlin 1963.
- Leo Tolstoi: Nikolenka. Kinderbuchverlag, Berlin 1964.
- Heinrich Heine: Im Anfang war die Nachtigall. Verlag Neues Leben, Berlin 1964.
- Kurt David: Der Spielmann vom Himmelpfortgrund. Kinderbuchverlag, Berlin 1964.
- Friedrich Schiller: Wallenstein. Verlag Neues Leben, Berlin 1965.
- Edith Bergner: Jan, der Geigenschrummer. Kinderbuchverlag, Berlin 1965.
- Anna Seghers: Geschichten von heute und gestern. Kinderbuchverlag, Berlin 1965.
- Peter Brock: Spiel doch Klavier, Jeannette. Kinderbuchverlag, Berlin 1966.
- Max Hans Fischer: Ärger mit Henner. Verlag Neues Leben, Berlin 1966.
- James Krüss: Adler und Taube. Kinderbuchverlag, Berlin 1967.
- Edith Klatt:  Djiyin, ein Indianermädchen. Kinderbuchverlag, Berlin 1967.
- Bettina von Arnim: Gritta von Rattenzuhausbeiuns. Kinderbuchverlag, Berlin 1968.
- Alfred Reinhold Böttcher: Betragen: Vier, Kinderbuchverlag, Berlin 1968.
- Brigitte Reimann: Ankunft im Alltag. Verlag Neues Leben, Berlin 1968.
- Edith Klatt:  Der wachsende Berg. Kinderbuchverlag, Berlin 1969.
- Hildegard und Siegfried Schumacher: Sommerinsel. Verlag Neues Leben, Berlin 1971.
- Günter Görlich: Den Wolken ein Stück näher. Kinderbuchverlag, Berlin 1971.
- Wilhelm Strube: Das strahlende Metall. Kinderbuchverlag, Berlin 1973.
- Wolfgang Held: Im Netz der weißen Spinne. Kinderbuchverlag, Berlin 1973.
- Karl Neumann: Ulrike. Verlag Neues Leben, Berlin 1974.
- Ruth Werner: Ein sommerwarmer Februar. Kinderbuchverlag, Berlin 1974.
- Walter Püschel: Die Rebellin vom Orinoko. rororo-Rotfuchs, Reinbek bei Hamburg 1975.

## Zitat – Selbstporträt als Schnecke
„Sollte sich wirklich jemand für meine Lebensdaten interessieren – was völlig überflüssig wäre, da sie von belangloser Zufälligkeit sind – so mag er sie diesem Selbstporträt entnehmen, dessen entfernte Ähnlichkeit keine Zufälligkeit ist. Ich bin geboren und aufgewachsen in einer kleinen Stadt in Mecklenburg. Das ist sehr lange her. Dann kam ich nach Berlin, um zu studieren, wie man Bücher illustriert. Aber das Meiste wusste ich schon. So stürzte ich mich in den Hexenkessel der Praxis. Darin schmore ich noch heute. Das war's. Mehr ist über mich nicht zu sagen. Alles andere ist privat.“

## Ehrungen
- 1964: Urkunde für hervorragende Leistungen der Deutschen Buchkunst für: Heinrich Heine: Im Anfang war die Nachtigall
- 1965: Bronzemedaille im Ideellen Wettbewerb für Buchgestalter zu Werken von William Shakespeare zur Internationalen Buchkunst-Ausstellung Leipzig für Sommernachtstraum

## Ausstellungen (unvollständig)
- 1984: Kleine Galerie, Frankfurter Allee, Berlin-Lichtenberg
- 1996: DOMizil – Berliner Dom, Berlin-Mitte
- 2003: Café Slatdorp, Berlin-Nikolassee